# Horyniec-Zdrój (stacja kolejowa)
Horyniec-Zdrój – stacja kolejowa w Horyńcu-Zdroju, w województwie podkarpackim, w Polsce.

## Ruch pasażerski
| Rok  | Wymiana pasażerska na dobę |
| ---- | -------------------------- |
| 2017 | 20-49                      |
| 2022 | 20-49                      |

## Galeria

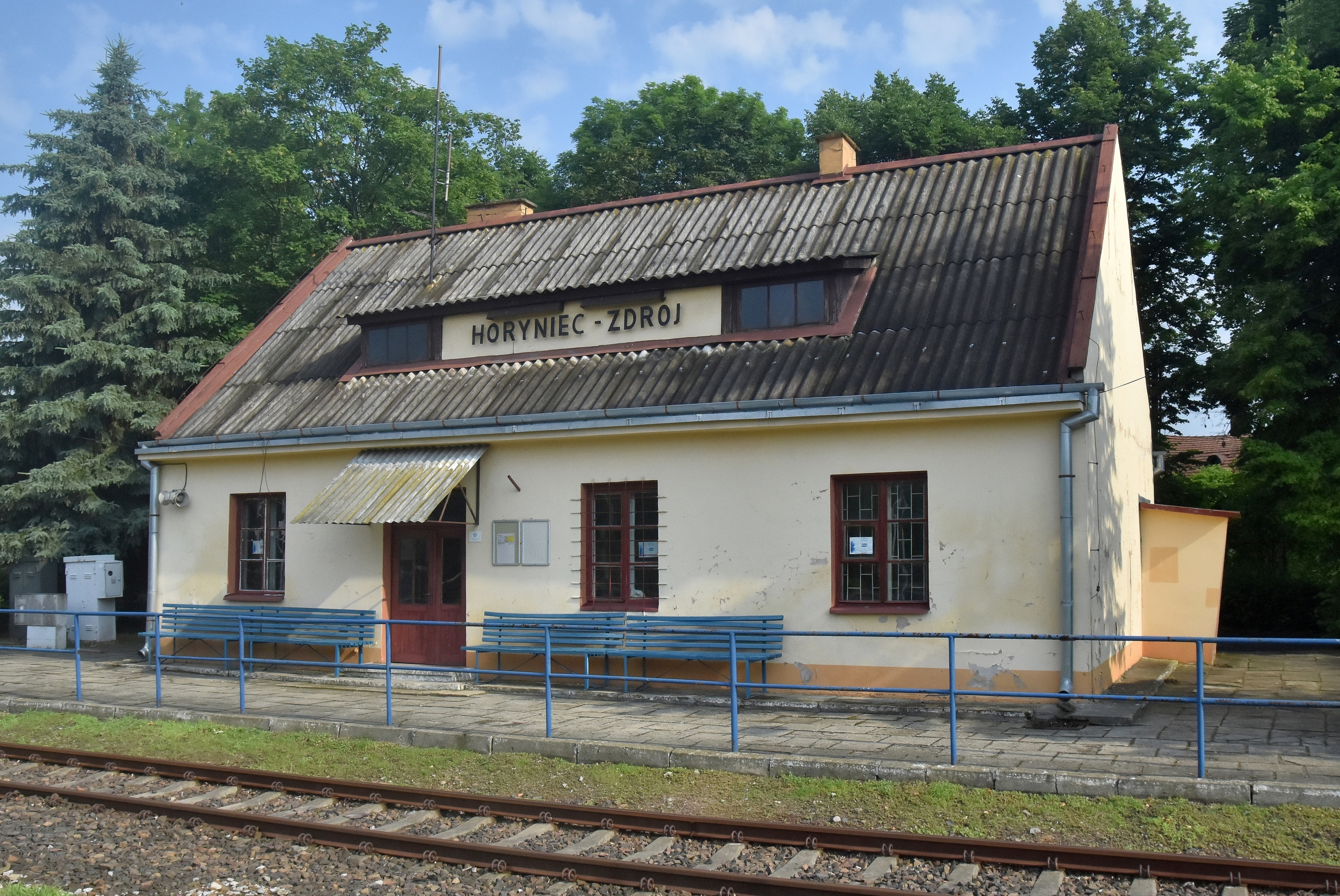
Dworzec kolejowy (2019)
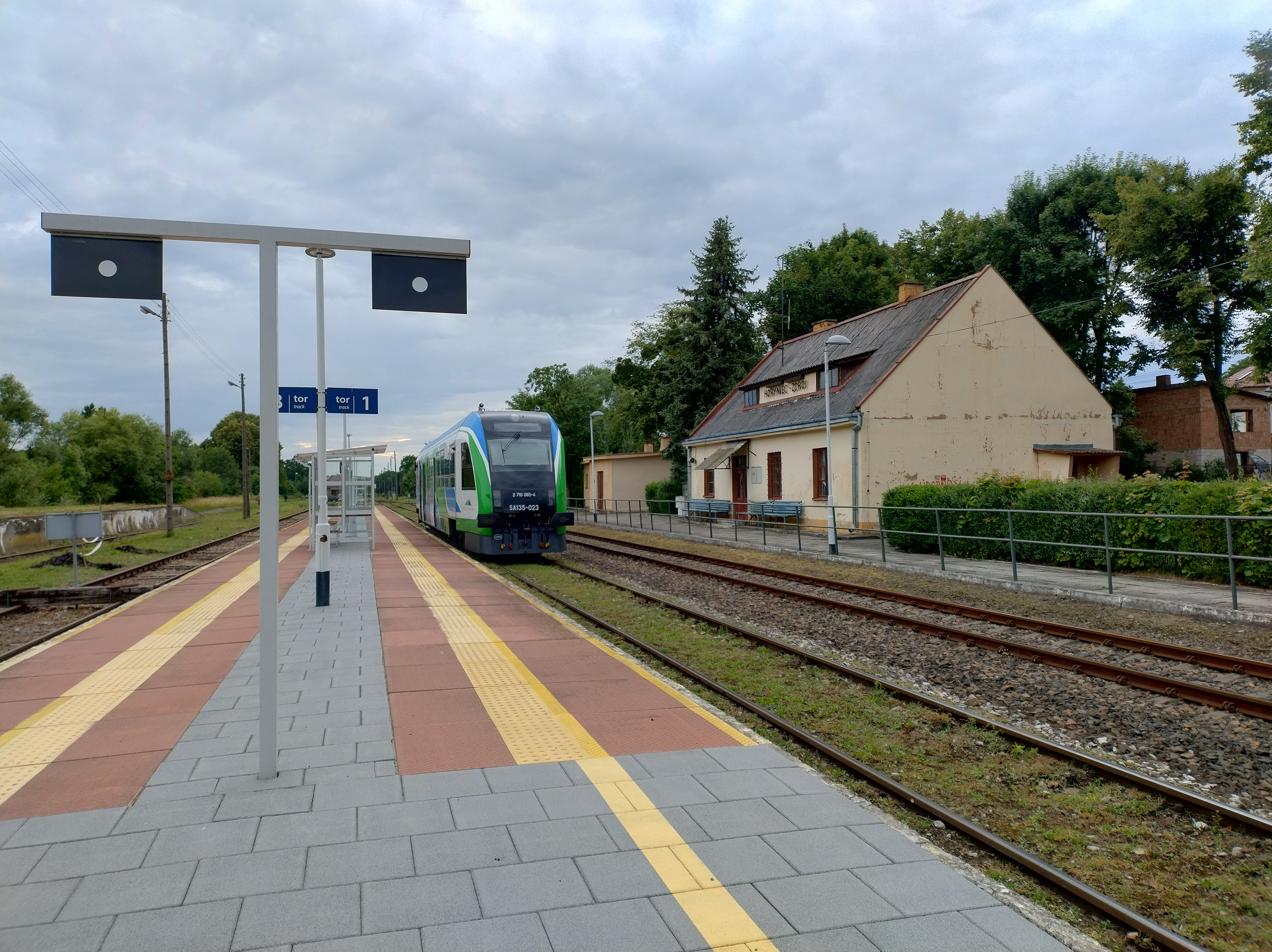
Peron stacyjny (2025)
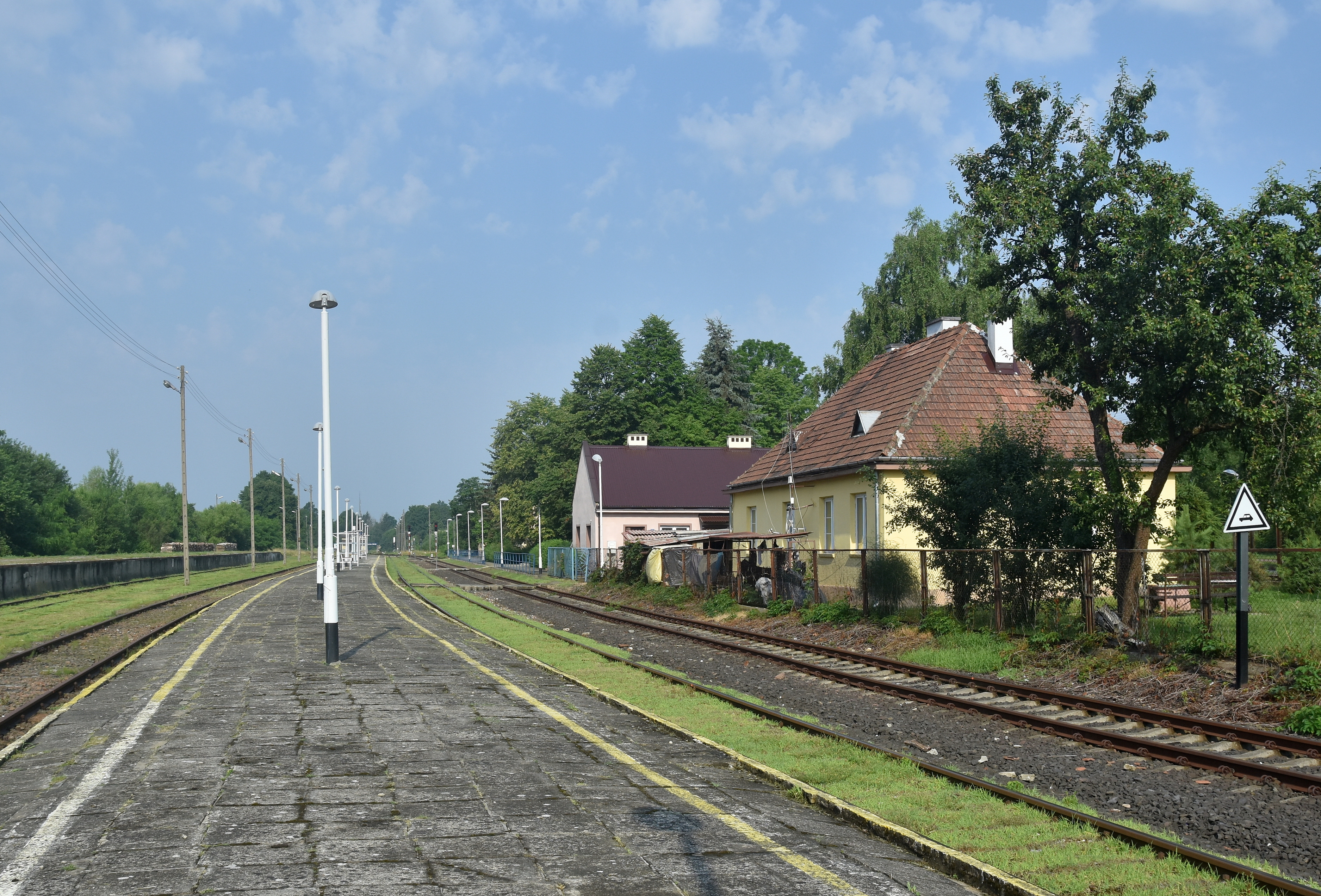
Peron stacyjny (2019)
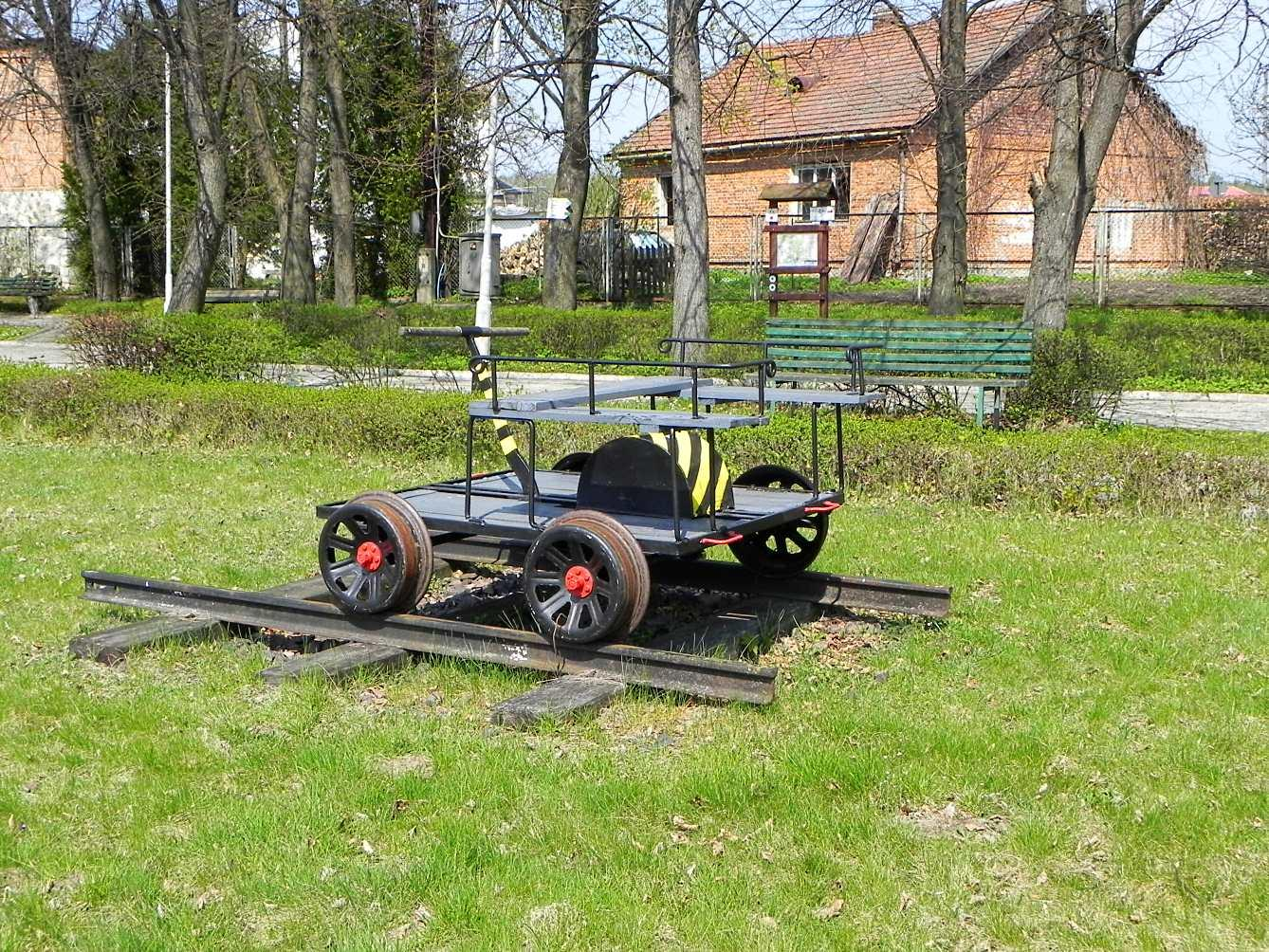
Pomnik ręcznej drezyny przy dworcu (2011)